# Långskärs sjön
Långskärs sjön är en fjärd i Finland. Den ligger i landskapet Österbotten, i den västra delen av landet, 400 km nordväst om huvudstaden Helsingfors.
Långskärs sjön ligger mellan Långskäret i Vasa och Olsön i Malax. 